# Vengeance Falls
| Оценки критиков | Оценки критиков |
| Источник        | Оценка          |
| --------------- | --------------- |
| About.com       | [ 3 ]           |
| AllMusic        | [ 4 ]           |
| The Guardian    | [ 5 ]           |
| Metal Hammer    | [ 6 ]           |
| Premier Guitar  | [ 7 ]           |

Vengeance Falls — шестой студийный альбом американской группы Trivium, изданный в октябре 2013 года на лейбле Roadrunner Records.
В январе 2013 года басист Паоло Греголетто выложил в интернете несколько фотографий группы за работой на студии. Так же он сказал. что первый сингл с альбома будет называться «Strife». На одной из фотографий вокалист Мэтт Хифи сидел вместе с Дэвидом Дрейманом из Disturbed. Чуть позднее было сообщено что он будет продюсером будущего альбома.
В интервью Thrash Hits Дэвид Дрейман рассказал, что альбом выйдет под названиемVengeance Falls. Мэтт Хифи был удовлетворен работой с Дрейманом, который значительно помог ему с записью вокала.
28 июля 2013 года на концерте в Бухаресте группа исполнила первую песню с нового альбома Brave This Storm, а 1 августа на the Resurrection Fest в Испании была исполнена ещё одна песня «Strife». В преддверии выхода альбома 30 сентября вышел последний сингл «No Way To Heal».

## Список композиций
| №                   | Название                          | Длительность |
| ------------------- | --------------------------------- | ------------ |
| 1.                  | «Brave This Storm»                | 4:29         |
| 2.                  | «Vengeance Falls»                 | 4:13         |
| 3.                  | «Strife»                          | 4:30         |
| 4.                  | «No Way to Heal»                  | 4:05         |
| 5.                  | «To Believe»                      | 4:32         |
| 6.                  | «At the End of This War»          | 4:47         |
| 7.                  | «Through Blood and Dirt and Bone» | 4:26         |
| 8.                  | «Villainy Thrives»                | 4:54         |
| 9.                  | «Incineration: The Broken World»  | 5:52         |
| 10.                 | «Wake (The End is Nigh)»          | 6:00         |
| Общая длительность: | Общая длительность:               | 47:47        |

| №                   | Название                              | Длительность |
| ------------------- | ------------------------------------- | ------------ |
| 11.                 | «No Hope For the Human Race»          | 3:59         |
| 12.                 | «As I Am Exploding»                   | 5:51         |
| 13.                 | «Skulls...We Are 138 (Misfits cover)» | 3:31         |
| Общая длительность: | Общая длительность:                   | 61:08        |

| №   | Название                            | Длительность |
| --- | ----------------------------------- | ------------ |
| 14. | «Losing My Religion (R.E.M. cover)» |              |

## Участники записи
Trivium
- Мэтью Хифи — вокал, гитара
- Кори Бьёлье — гитара , бэк-вокал
- Паоло Греголетто — бас-гитара,
- Ник Августо — ударные, перкуссия

## Чарты
| Чарт (2013)                                   | Позиция |
| --------------------------------------------- | ------- |
| Австралия (ARIA)                              | 8       |
| Австрия (Ö3 Austria)                          | 10      |
| Бельгия/Фландрия (Ultratop)                   | 57      |
| Бельгия/Валлония (Ultratop)                   | 58      |
| Канада (Canadian Albums Chart)                | 12      |
| Финляндия (Suomen virallinen lista)           | 11      |
| Франция (SNEP)                                | 78      |
| Германия (Offizielle Top 100)                 | 10      |
| Венгрия (MAHASZ)                              | 40      |
| Ирландия (IRMA)                               | 39      |
| Япония (Oricon)                               | 18      |
| Новая Зеландия (RMNZ)                         | 25      |
| Шотландия (Scottish Albums Chart)             | 15      |
| Швейцария (Schweizer Hitparade)               | 27      |
| Великобритания (UK Albums Chart)              | 23      |
| Великобритания (UK Digital Albums Chart)      | 31      |
| Великобритания (UK Rock & Metal Albums Chart) | 2       |
| США (Billboard 200)                           | 15      |
| США (Billboard Digital Albums)                | 18      |
| США (Billboard Top Hard Rock Albums)          | 2       |
| США (Billboard Top Rock Albums)               | 6       |
| США (Billboard Top Tastemaker Albums)         | 14      |